# Anastatus colemani
Anastatus colemani är en stekelart som beskrevs av Crawford 1912. Anastatus colemani ingår i släktet Anastatus och familjen hoppglanssteklar.
Artens utbredningsområde är Taiwan. Inga underarter finns listade i Catalogue of Life.